# Ceriochernes foliaceosetosus
Ceriochernes foliaceosetosus är en spindeldjursart som beskrevs av Beier 1974. Ceriochernes foliaceosetosus ingår i släktet Ceriochernes och familjen blindklokrypare. Inga underarter finns listade i Catalogue of Life.